# Science Fiction Chronicle
Science Fiction Chronicle fue un fanzine y newszine de ciencia ficción estadounidense fundado en 1979; sus primeras ediciones se editaron y publicaron en Nueva York por Andrew I. Porter. La publicación nació como revista hermana de Algol —renombrada posteriormente Starship—, ganadora del Premio Hugo al mejor fanzine en 1973 y 1974.

En el mes de mayo de 2000 Porter vende la revista a DNA Publications, abandonando el cargo editorial en 2002 tras ser despedido, lo sucedió John R. Douglas desde octubre de dicho año, y luego por Ian Randal Strock desde abril de 2005 hasta su cierre en septiembre de 2006.
Entre sus artículos, Science Fiction Chronicle publicaba textos de crítica literaria, noticias, información relacionada al fandom, historias/relatos de escritores aficionados, entrevistas asociadas al género e información del mercado literario de la ciencia ficción. Por otro lado, recibió tres nominaciones al Premio Hugo al mejor fanzine sin alcanzar ninguna; éstas corresponden al período comprendido entre 1981 y 1983 de manera ininterrumpida. Entre sus colaboradores estuvieron Vincent Di Fate, Jo Fletcher, Stephen Jones, Harris Lentz III, Frederik Pohl y Jeff Rovin; además, publicó por primera vez a autores como Michael Kandel, Michael Swanwick y George Zebrowsky, entre otros.